# Apple Cider Vinegar (Fernsehserie)
Apple Cider Vinegar ist eine australische Fernsehserie mit Kaitlyn Dever und Alycia Debnam-Carey, die unter der Regie von Jeffrey Walker entstand. Das Drehbuch von Samantha Strauss, Angela Betzien, Anya Beyersdorf basiert auf dem Sachbuch The Woman Who Fooled The World von Beau Donelly und Nick Toscan, das die Geschichte der Australierin Belle Gibson behandelt. Auf Netflix wurde die Serie am 6. Februar 2025 veröffentlicht.

## Handlung
In den frühen Tagen des Booms der Sozialen Medien möchte sich die australische Influencerin Belle Gibson ein Geschäft mit einer App, Kochbüchern und eigenem Label aufbauen. 
Um ihre Bekanntheit zu steigern und Aufmerksamkeit zu generieren, behauptet sie, an einem bösartigen Hirntumor gelitten zu haben, den sie durch ihre selbst erfundenen, natürlichen Heilmethoden besiegt habe. Viele kranke Menschen sind von Belle inspiriert, darunter die todkranke Lucy, die in Belles Methoden eine letzte Hoffnung sieht. 
Milla hatte nach ihrer eigenen Krebsdiagnose ein ähnliches Unternehmen aufgebaut. Zunächst ist sie von Belle begeistert, wird aber zunehmend skeptisch. Mit ihrer Freundin Chanelle beginnt sie, Belles Lügenkonstrukt aufzudecken.

## Besetzung und Synchronisation
Die deutschsprachige Synchronisation übernahm die FFS Film- & Fernseh-Synchron. Dialogregie führte Uta Kienemann-Zaradic, das Dialogbuch schrieben Uta Kienemann-Zaradic (Episoden 1 und 2) und Kai Medinger (Episoden 3 bis 6).
| Rolle          | Darsteller          | Synchronsprecher    |
| -------------- | ------------------- | ------------------- |
| Belle          | Kaitlyn Dever       | Maresa Sedlmeir     |
| Chanelle       | Aisha Dee           | Leslie-Vanessa Lill |
| Clive          | Ashley Zukerman     | Jochen Paletschek   |
| Hek            | Phoenix Raei        | Felix Mayer         |
| Justin Guthrie | Mark Coles Smith    | Leonard Hohm        |
| Lucy           | Tilda Cobham-Hervey | Sophie Rogall       |
| Milla Blake    | Alycia Debnam-Carey | Gioia Osthoff       |
| Jimmy          | Peter Helliar       | Thomas Wenke        |
| Natalie Gibson | Elsa Davis          | Caroline Ebner      |
| Arlo           | Chai Hansen         | François Goeske     |

## Produktion und Hintergrund
Die Serie wurde von See-Saw Films und Picking Scabs produziert, als Produzentin fungierte Yvonne Collins. Die Dreharbeiten fanden in Melbourne in Australien statt und wurden von VicScreen unterstützt.
Die Kamera führte Toby Oliver, die Musik schrieb Cornel Wilczek, die Montage verantworteten Annette Davey und Mat Evans. Das Kostümbild gestaltete Cappi Ireland, das Szenenbild Melinda Doring.
Die Serie basiert auf dem realen Betrugsfall rund um die australische Influencerin Belle Gibson in den 2010er-Jahren, deren Fall 2015 aufgedeckt wurde. 2017 wurde Gibson wegen Betrugs und vorsätzlicher Täuschung der Öffentlichkeit schuldig gesprochen und zu einer Strafzahlung von 410.000 australischen Dollar (247.000 Euro) verurteilt.

## Episodenliste
| Nr. (ges.) | Nr. (St.) | Deutscher Titel       | Originaltitel | Erstausstrahlung | Deutschsprachige Erstausstrahlung (DE) | Regie          | Drehbuch         |
| ---------- | --------- | --------------------- | ------------- | ---------------- | -------------------------------------- | -------------- | ---------------- |
| 1          | 1         | Toxisch               | Toxic         | 6. Feb. 2025     | 6. Feb. 2025                           | Jeffrey Walker | Samantha Strauss |
| 2          | 2         | Schmutzige Bettwäsche | Clean Sheets  | 6. Feb. 2025     | 6. Feb. 2025                           | Jeffrey Walker | Samantha Strauss |
| 3          | 3         | Rosa Delfine          | Pink Dolphins | 6. Feb. 2025     | 6. Feb. 2025                           | Jeffrey Walker | Samantha Strauss |
| 4          | 4         | Mama Aya              | Mama Aya      | 6. Feb. 2025     | 6. Feb. 2025                           | Jeffrey Walker | Anya Beyersdorf  |
| 5          | 5         | Auflauf               | Casseroles    | 6. Feb. 2025     | 6. Feb. 2025                           | Jeffrey Walker | Angela Betzien   |
| 6          | 6         | Bandwurm              | Tapeworm      | 6. Feb. 2025     | 6. Feb. 2025                           | Jeffrey Walker | Samantha Strauss |

## Musik
- Toxic – Britney Spears[9]
- Dirty Paws – Of Monsters and Men
- Suddenly I See – KT Tunstall
- Horny ’98 (Radio Edit) – Mousse T. vs. Hot ’n’ Juicy
- Friends (Black Angus Remix) – Sneaky Sound System
- Paint The Town Red – Doja Cat
- Walk on By – Dionne Warwick
- Rap Es El Nuevo – Roll Kid Pistola
- I Really Like You – Carly Rae Jepsen
- Monte Carlo – Remi Wolf
- Clap Your Hands – Sia
- Feel So Close – Calvin Harris
- Get Lucky – Daft Punk / Pharrell Williams / Nile Rodgers
- Can’t Get Enough Of Myself – Santigold
- Brave – Sara Bareilles
- Endless Summer – The Jezabels
- Don’t You Know Who I Am – Happyland
- This Boys In Love – The Presets
- Is This How You Feel – The Preatures
- Magic – Pilot
- Everything We need – Britxon
- Always See Your Face – Love
- Toxic – Time For Three
- Flagpole Sitta – Harvey Dangar
- I Will Follow You into the Dark – Ben Gibbard
- My Kind Of Scene – Powderfinger
- Can’t Get You Out of My Head – Kylie Minogue
- California – Phantom Planet
- Vampire – Olivia Rodrigo

## Rezeption
Jan Werner vergab auf filmtoast.de 3,5 von 5 Toasts. Die Geschichte sei es wert, erzählt zu werden. Auch die Darstellenden machten hier einen top Job, würden allerdings von einem etwas überfrachteten Skript ins kalte Wasser geworfen und schafften nicht immer den Kopf über dem selbigen zu halten.
kinofans.com bewertete die Serie mit 3 von 5 Sternen, diese sei solide, bliebe aber weit unter ihren Möglichkeiten und sei zu bieder. Die Hauptdarstellerin dagegen sei sehr gut. Man langweile sich nicht und habe Spaß mit Kaitlyn Devers Darstellung, aber der ganz große Wurf sei es nicht.
Oliver Armknecht (7 von 10 Punkte) meinte auf film-rezensionen.de, dass die Dramaserie an mehreren Stellen nicht sehr in die Tiefe gehe und  insgesamt auch zu lang sei. Die gute Besetzung rechtfertige jedoch einen Blick.
Patrick Heidmann schrieb auf epd-film.de, dass mancher Schlenker etwas überflüssig wirke, wie auch das permanente Springen zwischen verschiedenen Zeitebenen anstrengend wie angestrengt sei. Davon abgesehen erweise sich die Serie als nicht nur sehr kurzweilig, sondern auch sehr clever gemacht. Die Produktion lasse die Konkurrenz wie Inventing Anna und The Dropout deutlich hinter sich, wozu auch die exzellente Hauptdarstellerin Kaitlyn Dever beitrage.